# Campeonato Mundial de Ciclismo em Pista de 1928
O Campeonato Mundial UCI de Ciclismo em Pista de 1928 foi realizado em Budapeste, na Hungria, nos dias 11 e 18 de agosto. Três provas masculinas foram disputadas, duas de profissionais e uma de amador.

## Sumário de medalhas

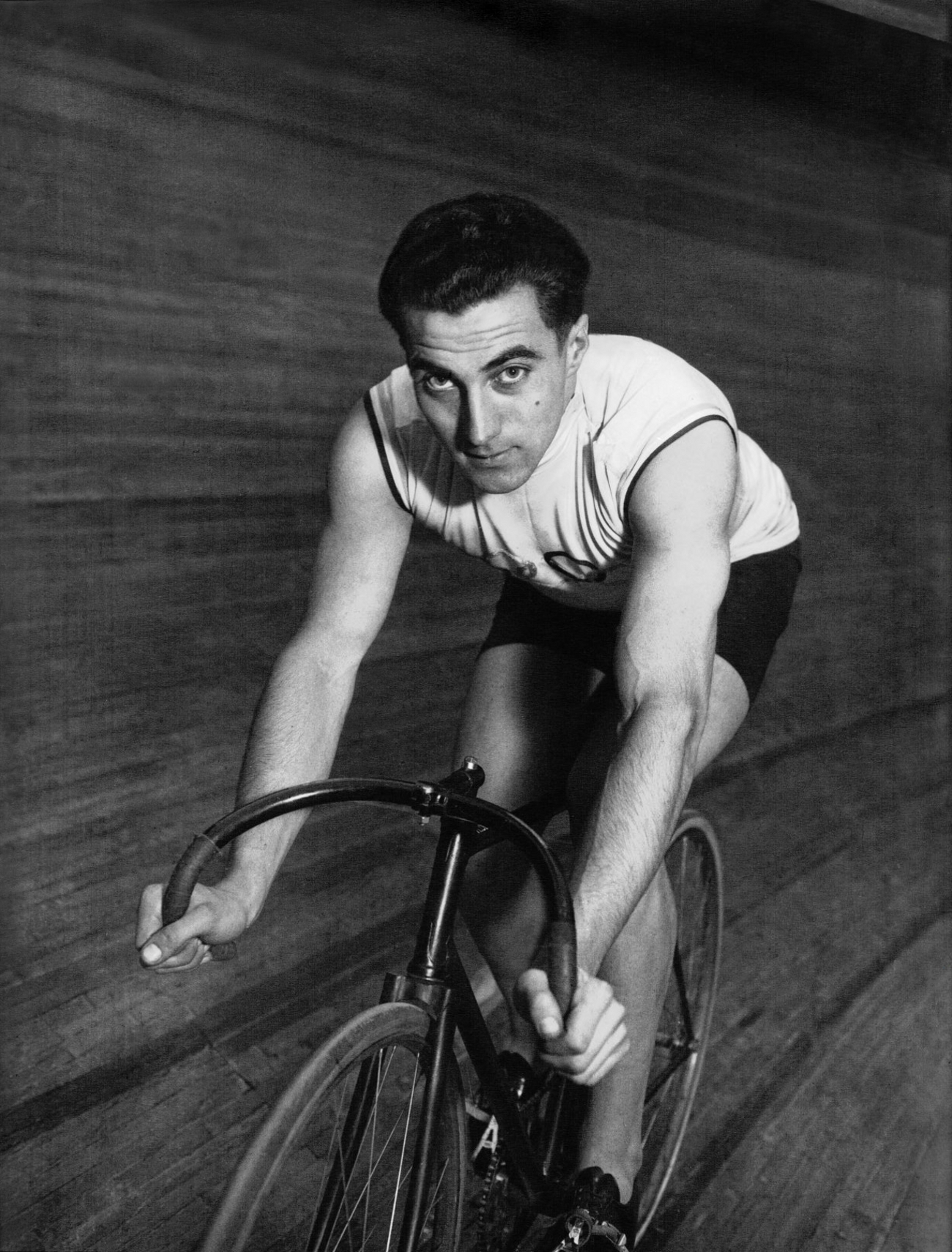
Roger Beaufrand

| Eventos profissionais masculinos |                                |                          |                          |
| Velocidade individual            | Lucien Michard · França        | Lucien Faucheux · França | Ernest Kauffmann · Suíça |
| Motor-paced                      | Walter Sawall · Alemanha       | Henri Bréau · França     | Victor Linart · Bélgica  |
| Evento amador masculino          |                                |                          |                          |
| Velocidade individual            | Willy Falck Hansen · Dinamarca | Roger Beaufrand · França | Jack Standen · Austrália |

## Quadro de medalhas
| Ordem | País      | Medalha de ouro | Medalha de prata | Medalha de bronze | Total |
| ----- | --------- | --------------- | ---------------- | ----------------- | ----- |
| 1     | França    | 1               | 3                | 0                 | 4     |
| 2     | Alemanha  | 1               | 0                | 0                 | 1     |
| -     | Dinamarca | 1               | 0                | 0                 | 1     |
| 4     | Austrália | 0               | 0                | 1                 | 1     |
| -     | Bélgica   | 0               | 0                | 1                 | 1     |
| -     | Suíça     | 0               | 0                | 1                 | 1     |